# Podagrica aeneipennis
Podagrica aeneipennis es una especie de insecto coleóptero de la familia Chrysomelidae. Fue descrita en 1990 por Medvedev.